# Save the World
"Save the World" är en singel av bandet Swedish House Mafia med sång av John Martin. Singeln släpptes den 13 maj 2011 i Sverige.
Låten hamnade på fjärde plats på Sverigetopplistan och blev nominerad till en Grammy.

## Låtlista
Digital nedladdning
| Nr | Titel                         | Längd |
| -- | ----------------------------- | ----- |
| 1. | Save the World (Radio Mix)    | 3:33  |
| 2. | Save the World (Extended Mix) | 6:50  |

Remixer
| Nr | Titel                                       | Längd |
| -- | ------------------------------------------- | ----- |
| 1. | Save the World (Knife Party Remix)          | 5:13  |
| 2. | Save the World (Style of Eye & Carli Remix) | 6:41  |
| 3. | Save the World (Alesso Remix)               | 5:41  |
| 4. | Save the World (Third Party Remix)          | 6:55  |
| 5. | Save the World (Futurebound & Matrix Remix) | 4:23  |

AN21 & Max Vangeli Remix
| Nr | Titel                                     | Längd |
| -- | ----------------------------------------- | ----- |
| 1. | Save the World (AN21 & Max Vangeli Remix) | 6:42  |

Zedd Remix
| Nr | Titel                       | Längd |
| -- | --------------------------- | ----- |
| 1. | Save the World (Zedd Remix) | 6:21  |

Cazzette's Angry Swedish Hunter Mix
| Nr | Titel                                                | Längd |
| -- | ---------------------------------------------------- | ----- |
| 1. | Save the World (Cazzette's Angry Swedish Hunter Mix) | 6:22  |